# 庄东晓
庄东晓（1908年—2000年11月7日），原名庄毓英，山东长清人，长清早期中国共产党女党员，1928年被委派到苏联参加中国共产党第六次全国代表大会，曾任中共中央妇女运动委员等职。

## 生平
1908年，庄东晓出生于山东省长清县庄家楼村（今属济南市长清区归德街道），原名庄毓瑛，九岁丧母。1918年至1922年，庄东晓在长清县立第一小学读书。
1923年，庄东晓考入济南的山东省立女子师范学校，在语文教师王翔千的影响下，开始接触马克思主义思想，并积极参加秘密读书会等活动。1924年，庄东晓由王翔千介绍，加入中国社会主义青年团，后因参加学生运动被学校开除。离开济南女师后，庄东晓被中国共产党在山东的党组织安排到中共济南地方执行委员会机关工作。1925年5月，青岛惨案和上海五卅惨案发生，庄东晓积极参加声援青岛工人罢工和上海五册运动的活动。1925年11月，庄东晓同王辩等人被中共党组织派往苏联莫斯科中山大学学习。1925年，庄东晓加入中国共产党。1926年，与莫斯科中山大学俄语老师、翻译潘家辰结婚。1927年6月初，庄东晓等留苏学生根据中共中央指示提前毕业启程回国。1927年夏，庄东晓抵达上海，被分配到中央国际联络处当联络员，从事国际联络及翻译工作。1928年6月，中国共产党第六次全国代表大会在莫斯科召开，庄东晓与丈夫潘家辰一同前往苏联莫斯科参加中共六大工作，庄东晓担任指定旁听代表，参加大会秘书处翻译科工作，具体承担翻译任务。中共六大后的1928年11月，庄东晓被安排进入莫斯科国际列宁学校学习，期间转为联共（布）党籍。1930年底，庄东晓夫妇回国到上海，庄东晓同邓颖超、蔡畅等八人组成中国共产党中央委员会妇女委员会，并曾任中共中央妇女运动委员、中央妇委书记。
1931年，庄东晓、潘家辰夫妇被中共中央分配到湘鄂西革命根据地工作。1931年3月，庄东晓负责中共湘鄂西中央分局妇女工作。1931年5月至6月，庄东晓担任中共湘鄂西中央分局妇女委员会负责人。从1931年6月起，担任中共湘鄂西省临时委员会宣传部部长。后在抵制王明“左”倾路线的斗争中受到打击，曾被夏曦以“莫须有”的罪名关进牢狱，丈夫潘家辰则于1932年9月被夏曦杀害。1932年10月，湘鄂西苏区沦陷，庄东晓意外得以幸存，决定北上寻找中共党组织。她混入难民中，一路行乞辗转来到上海，向上级申诉却无人理睬。幸而得到瞿秋白妻子杨之华的私下接济，才免于继续露宿街头。因为冤情得不到申诉，庄东晓决定前去投奔在喜峰口一带活动的抗日联军，于是在杨之华的资助下继续北上寻找中共党组织。
1932年9月，庄东晓北上途中临时决定中途下车，顺路返回阔别八年的家乡长清探望父亲。其时，庄父正在兴福寺小学执教，得知女儿返乡消息马上回家相见，后来又答应长清县几个中、小学校的邀请，请庄东晓给师生讲演。庄东晓到兴福寺小学、县立一小、长清中学演讲，向广大师生介绍其留苏期间见到的俄国在十月革命前后巨变。被当地国民政府知悉后，庄东晓不得不四处躲藏，最终靠在济南偶遇的一位从在莫斯科中山大学同学的国民党左派的资助，方才得以逃离济南。后前往北平、察哈尔，参加吉鸿昌率领的察哈尔民众抗日同盟军，任战地妇女团团长兼做师部秘书。1933年秋，抗日同盟军转移阵地，庄东晓被安排返回北平，后到天津，经中共党组织同意，返回上海中共党中央临时办事处，后随潘汉年进人江西瑞金的中央革命根据地。1934年，庄东晓任中央苏区中央教育部编审局局长，曾任《红色赣南》编辑。1935年3月，庄东晓在中央苏区第二次反围剿战争中随队突围时，在江西省信丰县被國民革命軍俘虏。1935年4月，庄东晓获释，并于中共党组织失去联系。后作为国民党军官眷属，以教书为生。
1950年，庄东晓从香港返回到广州，曾任广东省中苏友好协会驻会干事。1953年，庄东晓出任广东省初等教育科科长兼统计科科长。1965年，调到广东省哲学社会科学研究所工作。1980年，在广东省文史研究馆任馆员、研究员等职务。1985年5月，经中共中央组织部决定，恢复庄东晓的党籍。1985年下半年，庄东晓离职休养。
2000年11月7日，庄东晓在广州逝世，享年92岁。

## 著作
庄东晓著有《瞿秋白同志在中央苏区》等回忆录。

## 备注
1. ↑  也称长清县城东关小学[1]
2. ↑  一说1935年，被派往香港做策反工作[3]